# Zingeria
Zingeria es un género de plantas herbáceas perteneciente a la familia de las poáceas. Es originario de Eurasia. Comprende 148 especies descritas y de estas, solo 5 aceptadas.

## Taxonomía
El género fue descrito por Carlos Linneo y publicado en Byulleten' Moskovskogo Obshchestva Ispytatelei Prirody, Otdel Biologicheskii 51(2): 67. 1946. La especie tipo es: Zingeria biebersteiniana (Claus) P.A.Smirn.
Etimología
Zingeria nombre genérico que fue otorgado en honor de Vasily Jakovlevich Zinger, botánico ruso.

## Especies aceptadas
A continuación se brinda un listado de las especies del género Zingeria aceptadas hasta enero de 2014, ordenadas alfabéticamente. Para cada una se indica el nombre binomial seguido del autor, abreviado según las convenciones y usos.
- Zingeria biebersteiniana (Claus) P.A.Smirn.
- Zingeria densior (Hack.) Chrtek
- Zingeria kochii (Mez) Tzvelev
- Zingeria pisidica (Boiss.) Tutin
  - Zingeria pisidica subsp. poiforme (Boiss.) Doğan
- Zingeria trichopoda (Boiss.) P.A.Smirn.
  - Zingeria trichopoda subsp. biebersteiniana (Claus) Dogan
- Zingeria verticillata (Boiss. & Balansa) Chrtek